# Kérdő névmás
A grammatikában a kérdő névmás olyan névmás, amely kiegészítendő kérdésben (nem eldöntendőben, amelyre igen vagy nem a felelet) azt helyettesíti, amiről a beszélő információt kér, és amit vár a válaszban. Vonatkozik általában élőre (személyre, egyéb élőlényre), élettelenre (tárgyra, anyagra, elvont fogalomra), ilyenek tulajdonságára vagy mennyiségére.
Az egyik ilyen névmás (a magyarban hányadik) a fenti entitások egyikének sorszámnév vagy az utolsó szó által megnevezett, sorozatban elfoglalt helyére kérdez.
Egy másik kérdő névmás (a magyarban mi) olyan ige tárgyaként, mint csinál vagy tesz, cselekvésre vonatkozik, pl. (franciául) – Que fait Marie ? – Elle dort. ’– Mit csinál Marie? – Alszik.’
Magyar grammatikákban Bokor 2007 főnévi, melléknévi, és számnévi kérdő névmásokat különböztet meg. Kugler – Laczkó 2000 a számnévieket a melléknéviek közé sorolja, viszont határozószói kérdő névmásokat is számontart, amelyeket Cs. Nagy 2007 kérdő határozószóknak tekint. Nyelvtől függően egyes főnévi névmások melléknévi használatúak is, egyes melléknéviek pedig főnévi értékűek is lehetnek.
A kérdő névmások kétféle kérdésben vannak jelen: független kérdésben, amely egyszerű mondat, és függő kérdésben, amely összetett mondatban mellékmondat, és amelyet a kérdő névmás vezet be.
Egyes kérdő névmásokat nem kérdő jellegű felkiáltó mondatban is használnak.
A főnévi és főnévi használatú névmások ugyanazokat a mondattani funkciókat tölthetik be, mint a főnevek. Nyelvtől függően ezt esetraguk, helyük, a velük társított névutó vagy elöljárószó révén teszik. Magyar grammatikák szerint a melléknévi névmásoknak jelzői funkciójuk van. Egyes grammatikákban nem elemzik őket mondattanilag.

## A magyar nyelvben
A magyarban egyetlen olyan kérdő névmás van, amely csak főnévi lehet. A többi lehet úgy főnévi, mint melléknévi használatú. Főnévi használatban felvehetik a többes szám jelét, a birtokjelet, a birtokos személyjeleket és 14 esetragot, valamint névutóval is használtak. Melléknévi használatban változatlan alakúak, mint a jelző általában.

### Ki?
A ki csak személyre kérdező főnévi névmás. Példák:
Ki a vállalat igazgatója?;
Kik a kedvenc zeneszerzőid?;
Kit láttál tegnap este az étteremben?;
Kim ő nekem?;
Ki mellett ülsz?
Részleges szinonimája kicsoda (ki a csoda rövidülése), amely Szende – Kassai 2007 szerint a fesztelen nyelvi regiszterhez tartozik: Nem tudod, kicsoda járt itt?

### Mi?
A mi is főnévi kérdő névmás, amely élettelenre vonatkozik, de lehet melléknévi használatú is:
Mi ez?;
Mik azok a kezedben?;
Mire gondolsz?;
Mi újság?
Ennek is van a csoda főnévvel összetett szinonimája, amely gyakrabban melléknévi értékű, mint mi, főleg felkiáltó mondatban: Micsoda házak vannak Pesten!
Az alábbi kérdőszók melléknévi névmások, de amint nincs utánuk az őket alárendelő főnév, főnévi használatűakká válnak.

### Melyik?
A melyik olyan entitásra kérdez, amelyet a címzettnek ki kell választania több közül. Főnévi használatban gyakran felvesz személyes birtokjeleket. A választekos nyelvi regiszterben egyes számú alakja mely. Ebből származik a sztenderd nyelvváltozati többes számú alakja. Példák:
Melyik mosóport ajánlja?;
Az országnak mely részében volt eső?;
Melyek azok a hibák?;
– Ettem a tortából. – Melyikből?;
Melyikőtök jön le velem a pincébe?

### Milyen?
A milyen csak tulajdonságról kér információt. Melléknévi használattal bővítménye lehet melléknévnek és határozószónak is, beleértve felkiáltó mondatban. Főnévi értékkel tárgyesetben kiesik a szóvégi n. Példák:
Milyen cipőt keres?;
Milyen gyorsan fut?;
Milyen gyorsan fut!;
Milyen szép ez a virág!;
Milyen az új autótok?
– Vettem egy kabátot. – Milyet vettél?
E névmásnak két összetett szinonimája van, miféle és mifajta, pl. Miféle filmet szeret?

### Mekkora?
A mekkora csak méretekre kérdez:
Mekkora a lakása?;
Mekkorát nőtt tavaly óta?

### Hány?
A hány megszámlálható élő és élettelen entitások mennyiségére (számára) vonatkozik :
Hány elem kell a fényképezőgépbe?;
Öt diák van a csoportban. Hánnyal beszéltél már?

### Mennyi?
A mennyi is mennyiségről kér információt, de megszámlálhatatlan élettelenre vonatkozóan:
Mennyi tejet akarsz a kávéba?;
– Kenyeret kérek. – Mennyit?

### Hányadik?
A hányadik entitás sorozatban elfoglalt helyére kérdez:
Hányadik megállónál kell leszállni?;
Hányadik lettél a versenyen?

## Az angol nyelvben
Az angolban mindegyik kérdő névmás nem és szám szerint változatlan, akár főnévi, akár melléknévi használatú.
A who a magyar ’ki’ megfelelője. Ezen az alakon kívül van még egy birtokosra kérdező és egy grammatikai tárgyra vagy határozóra kérdező alakja. A tárgyra kérdező elöljárószó nélküli, a másik elöljárós. Példák:
Who can give me some help? ’Ki tud segíteni?’;
Whose is this umbrella? ’Kié ez az esernyő?’;
Whom did you invite? ’Kit hívott/hívtak meg?’ (választékos); szokásos regiszteri változata: Who did you invite?;
To whom were you talking? ’Kihez beszélt?’ (választékos); szokásos változata: Who were you talking to?
What a ’mi’ főnévi névmásnak felel meg, és ekkor élettelenre vonatkozik. Azonban megfelel ’melyik’-nek is főnévi és melléknévi értékkel, valamint ’milyen’-nek melléknévi használattal, főleg felkiáltásban. Ekkor személyre is vonatkozhat. Példák:
What do you do in the evenings? ’Mit csinálsz esténként?’;
What sport do you play? ’Milyen sportot űzöl?’;
What idiot wrote this? ’Miféle idióta írta ezt?’;
What will be the best train? ’Melyik lesz a legjobb vonat?’
What lovely flowers! ’Milyen szép virágok!’
Which csak ’melyik’-nek felel meg:
Which biscuits taste the best? ’Melyik keksznek van a legjobb íze?’
Which is the best route? ’Melyik a legjobb út?’;
There are lots of books here. Which do you want? ’Van itt egy csomó könyv. Melyiket akarod?’

## A francia nyelvben
A franciában csak egy melléknévi névmás van, amely csak ilyen használatú, és nemben meg számban egyezik az alaptagjával. Megfelel neki főnévi névmás, de némileg különböző alakban. Ez szintén egyezik nemben és számban azzal a főnévvel, amelyikre vonatkozik. Egyik kérdő névmás sem ragozható. Határozói funkcióban élöljáróval használtak, tárgyként és állítmány névszói részeként pedig anélkül.
A qui a magyar ’ki’ megfelelője. Alanyként nyomatékosíthatja az est-ce qui (szó szerint ’ki az, aki’), tárgyként és határozóként pedig az est-ce que csoport. Példák:
- alany: Qui / Qui est-ce qui sait le hongrois ? ’Ki tud magyarul?’;
- állítmány: Qui sont ceux-là ? ’Kik azok’;
- tárgy: Qui / Qui est-ce que tu choisiras ? ’Kit fogsz választani?’;
- határozó: Pour qui achète-t-elle ce livre ? / Pour qui est-ce qu’elle achète ce livre ? ’Kinek veszi (ő) ezt a könyvet?’ (nőnemű alany).

A que (hangkivetéssel magánhangzóval kezdődő szó előtt qu’) az egyik ’mi’ jelentésű névmás. Nem kötelezően vagy kötelezően használt est-ce qui-vel vagy est-ce que-vel attól függően, hogy mire vonatkozik:
- valódi és egyben grammatikai alany – kötelezően est-ce qui-vel: Qu’est-ce qui a fait ce bruit ? ’Mi okozta ezt a zajt?’;
- személytelen ige valódi alanya:[23] Qu’est-il arrivé ? / Qu’est-ce qui est arrivé ? ’Mi történt?’;
- tárgy: Que s’est-il acheté ? / Qu’est-ce qu’il s’est acheté ? ’Mit vett (ő) magának?’ (hímnemű alany).

Ez a névmás felkiáltó is, és ekkor milyen vagy mennyi a jelentése:
Ta fille, qu’elle est / qu’est-ce qu’elle est mignonne ! ’Milyen édes a lányod!’;
Que de monde ! ’Mennyi ember!’
Függő kérdésben a que a sztenderd franciában alanyként a ce qui csoportra, tárgyként pedig ce que-re vált:
Je me demande ce qui te dérange dans ce film ’Azon tűnődöm, hogy mi zavar téged ebben a filmben’;
Je ne sais pas ce qu’il veut comme cadeau ’Nem tudom, mit akar (ő) ajándékba’ (hímnemű alany).
A quoi is élettelenre vonatkozik, és az előbbivel ellentétben csak ez lehet mondatszó: Quoi ? ’Mi?’, ’Mit?’
Határozóként is használatos, mindig elöljáróval, különböző szerkezetekben, est-ce que-vel vagy anélkül, nyelvi regisztertől függően. A következő mondatok csak egyféleképpen fordíthatók le: ’Mire gondoltok/gondolnak?’:
- szokásos: À quoi est-ce vous pensez ?;
- választékos: À quoi pensez-vous ?;
- fesztelen: À quoi vous pensez ? / Vous pensez à quoi ?

A fesztelen regiszterben tárgy is lehet: Il s’est acheté quoi ? ’Mit vett magának (ő)?’ (hímnemű alany).
A quel, quelle, quels, quelles csak melléknévi használatú. Kontextustól függően ’melyik’ vagy ’milyen’ a jelentése:
À quel auteur pensiez-vous ? ’Melyik/Milyen szerzőre gondol (ön)?’;
Quelles couleurs préfère-t-elle ? ’Melyik/Milyen színek tetszenek neki jobban?’
Ez a névmás felkiáltó is: Quels jolis bouquets il y a chez ce fleuriste ! ’Milyen szép csokrok vannak ebben a virágüzletben!’
A lequel, laquelle, lesquels, lesquelles csak főnévi névmás. Összetett szó a határozott névelőből és a kérdő melléknévi névelőből. Ennek felel meg, de csak melyik jelentéssel. A le és a les névelői részek összeolvadnak az à és a de elöljárókkal. Példák:
Vous connaissez les sœurs Lenoir. Laquelle est la plus jeune ? ’Maga ismeri a Lenoir nővéreket. Melyik a legfiatalabb?’;
Il y a deux menus; lequel est-ce que vous choisissez ? ’Két menü van; melyiket választja (ön)?’;
Il y a trois guichets. Auquel dois-je m’adresser ? ’Három (hivatali) ablak van. Melyikhez forduljak?’;
Il y a trois frères Legrand médecins. Duquel parlez-vous ? ’Három Legrand orvos fivér van. Melyikről beszél (maga)?’
A combien ’hány’ és ’mennyi’ megfelelője. Ezek melléknévi változatának combien de felel meg:
Combien sont venus ? ’Hány jött el? / Hányan jöttek (el)?’;
Pendant combien de temps restera-t-il en France ? ’Mennyi ideig fog (ő) Franciaországban maradni?’ (hímnemű alany)
A combien felkiáltó is: Combien voudraient être à votre place ! ’Hány szeretne a maga helyében lenni!’

## A román nyelvben
A román az egyedüli újlatin nyelv, amelyben vannak nyomai a kérdő névmások ragozásának.
A cine ’ki’-nek felel meg. Nincs többes számú alakja, de van két esetalakja, cine és cui. Cine alanyesetű, és tárgyesetűnek is tekintik, mivel tárgyi funkciót tölt be a pe elöljáróval. A részeshatározói funkción kívül a többi határozóét is ez az alak látja el több elöljáróval. Cui a részes esetű alak, és a birtokos esetű is, amely birtokosra vonatkozik. Példák:
– Cine a venit? – Vasile ’– Ki jött meg/el? – Vasile’;
A cui e cartea? ’Kié a könyv?’;
– Al cui creion / Creionul cui a rămas pe masă? – Al lui Ion ’– Ki ceruzája maradt az asztalon? – A Ioné’;
Mă întreb cui pot să povestesc ce s-a întâmplat ’Azon tűnődöm, hogy kinek mesélhetem el, ami történt’.
Birtokos esetben cui előtt ún. „birtokos névelő” áll, amikor független névmás, vagy amikor jelzőként áll a birtok előtt, de akkor nem, ha jelzőként a birtok után van. A birtokos névelő nemben és számban egyezik a birtokkal. Alakjai al (hímnem egyes szám), a (nőnem e. sz.), ai (hn. többes szám), ale (nn. t. sz.).
A ce változatlan alakú. ’Mi’-nek felel meg főnévi használattal, és ’milyen’-nek melléknévivel. Felkiáltásokban is lehet főnévi vagy melléknévi, beleértve mennyiségi jelentéssel. A miféle névmásnak pontos megfelelője a magyarból átvett fel ’féle’ szót tartalmazó szokapcsolat, amely pontosítja a melléknévi jelentést. Példák:
– Ce se aude? – Niște avioane ’– Mi hallatszik? – Valami repülők’;
Ce / Ce fel de vorbe sunt astea? ’Milyen/Miféle szavak ezek?’;
Ce colegi ai? ’Milyen kollégáid vannak’;
Ce n-aș da să…! ’Mit nem adnék, hogy…!’;
Ce viață! ’Micsoda élet!’;
Ce de flori! ’Mennyi virág!’;
Ce frumos! ’Milyen szép!’
A care csak ’melyik’-nek felel meg főnévi és melléknévi értékkel. Alakjai:
- alany-tárgyeset: care;
- birtokos-részes eset:

- egyes szám:

- hímnem: cărui(a);
- nőnem: cărei(a);

- többes szám: căror(a).

Az -a végződésű és az a nélküli alakok eloszlása az alábbi:
- részes esetű melléknévi névmási jelző (mindig alaptagja előtt): Căror prieteni le-ai dat flori? ’Mely barátoknak adtál virágokat?;[34]
- birtokos esetű melléknévi névmási jelző (mindig alaptagja előtt): Adresa cărui coleg n-o cunoști? ’Melyik kolléga címét nem ismered?’;[3]
- birtokos esetű, alaptagja előtti főnévi névmási jelző: În a cărui casă ai copilărit? ’Melyik (személy) házában nőttél fel?’[3]
- birtokos esetű, alaptagja utáni főnévi névmási jelző: În casa căruia ai copilărit? (az előbbivel azonos jelentésű);
- alaptag nélküli birtokos esetű főnévi névmás: A căruia este mingea? ’Melyiké a labda?’;[3]
- részes esetű főnévi névmás (mindig alaptag nélkül): Cărora le-ai dat flori? ’Melyeknek adtál virágokat?’[34]

A cât, câtă, câți, câte nemben és számban egyeztetett melléknévi és főnévi használatú névmás. Úgy ’hány’, mint ’mennyi’ megfelelője. Egyes számban csak alany-tárgyesete van:
– Cât vin avem? ’Mennyi borunk van?’;
– Câtă pâine avem? ’Mennyi kenyerünk van?’;
– Sunt niște studenți în clasă. – Câți? ’– Vannak diákok a teremben. – Hány?’;
– Sunt scaune în clasă. – Câte? ’Vannak székek a teremben. – Hány?’
Többes számban van ugyan birtokos-részes esetű alakja is, de csak részes esetben használt, abban is ritkán. Helyettesíti a la elöljárós alany-tárgyesetű alakja. Példa:
Câtor studenți le place limba română? ’Hány diáknak tetszik a román nyelv?’ → Câtora le place limba română? ’Hánynak tetszik a román nyelv?’ = La câți (studenți)…?
Az al câtelea, a câta csak egyes számú, nemben egyeztetett melléknévi és főnévi használatú megfelelője ’hányadik’-nak. Mint a sorszámnevek, ez is a birtokos névelővel alkotott szókapcsolat:
În a câta lună (de sarcină) ești? (nn.) ’Hányadik (terhességi) hónapban vagy?’;
Al câtelea sunt pe listă? (hn.) ’Hányadik vagyok a listán?’

## A BHMSz-ben
A közép-délszláv diarendszer nyelveiben (bosnyák, horvát, montenegrói és szerb) két csak főnévi kérdő névmás van. Ezek nemben és számban változatlan alakúak, de a főnevekéhez hasonló ragozásuk van. A többi kérdő névmás mind melléknévi, de főnévi használatúak is. Ezeknek a névmásoknak nemek (beleértve a semlegesnemet) és számok szerinti alakjaik vannak, és mindet a tulajdonképpeni melléknevek mintájára ragozzák. Ugyanazok az alakok használatosak független és függő kérdésben.
A ko/tko a ’ki’ megfelelője. Négy esetalakja van, egyeseknek változataik is, beleértve a különböző sztenderdek szerint is:
- alanyeset: tko a horvát sztenderdben, ko a többiben;
- birtokos és tárgyeset: koga;
- részes és locativus eset: komu / kome / kom a horvátban, kome a többiben;
- eszközhatározói eset: kim / kime.

Mondatokban:
(szerbül) Ko je došao? ’Ki jött meg/el?’;
(horvátul) Tko stoji pred vratima? ’Ki áll az ajtó előtt?’;
Koga vidi Marija? ’Kit lát Marija?’;
S kim Marija radi? ’Kivel dolgozik Marija?’
A šta/što csak a főnévi használatú ’mi’ megfelelője. Ennek az esetalakjainak is vannak változatai, beleértve sztenderd szerintiek is:
- alany- és tárgyeset: što a horvátban, šta a többiben;
- birtokos eset: čega / čeg a horvátban, čega a többiben;
- részes eset: čemu;
- eszközhatározói eset: čime / čim;
- locativus: čemu / čem a horvátban, čemu a többiben.

Mondatokban:
(szerbül) Šta se desilo? ’Mi történt?’;
(horvátul) Što je pred vratima? ’Mi van az ajtó előtt?’
A čiji melléknévi és főnévi használatú, birtokosra vonatkozó névmás:
(horvátul) Čiji je to pokrivač? ’Kié ez a takaró?’;
(montenegróiul) Postavlja se pitanje čiji je uticaj veći (melléknévi névmás) ’Az a kérdés, hogy ki befolyása nagyobb’;
(montenegróiul) Nije rečeno čija je to dužnost ’Nincs megmondva, hogy kié ez a feladat’.
A koji csak a ’melyik’ megfelelője:
(szerbül) Koju knigu čitaš? ’Melyik könyvet olvasod?’;
(horvátul) Koji od vas to može napraviti? ’Melyikőtök tudja ezt megjavítani?’
A kakav csak ’milyen’-nek fele meg, felkiáltásban is:
(szerbül) Kakvu salatu želite? ’Milyen salátát kér (ön)?’;
(bosnyákul) Kakav si ti junak bio! ’Milyen (nagy) hős voltál!”
Koliki méretekre és mennyiségre kérdez:
(horvátul) Kolika je vaša kuća? ’Mekkora a házatok?’;
(szerbül) Gledaj koliki su ljudi došli ’Nézd meg, hogy hány ember jött el’.
Mennyiségre gyakrabban használják ennek semlegesnem egyes szám alanyesetű alakját, amely tulajdonképpen határozószó, személytelen szerkezetben: Gledaj koliko je ljudi došlo.